# Venosa
Venosa es un municipio italiano y su capital, de 12 125 habitantes en la provincia de Potenza (Basilicata). Está rodeado por los municipios de Barile, Ginestra, Lavello, Maschito, Montemilone, Palazzo San Gervasio, Rapolla y Spinazzola.

## Historia
La ciudad se originó en tiempos de los romanos, con el nombre de Venusia, alrededor de 10 km al sur del río Aufidus (Ofanto), y no lejos del límite con Lucania. Se supone que era una de las muchas ciudades fundadas por el héroe griego Diomedes después de la guerra de Troya. Dedicó Venusia a la diosa Afrodita, también conocida como Venus) para complacerla después de que los troyanos fuesen derrotados. Fue capturada por la República romana en las guerras samnitas de 291 a. C., y se convirtió en una colonia. No menos de 20.000 hombres fueron enviados allí, debido a su importancia militar. A lo largo de las guerras púnicas permaneció leal a Roma, y tuvo otro contingente aún mayor de colonos que fueron enviados allí en el año 200 a. C. para reemplazar las pérdidas de guerra.
En el año 190 a. C. la vía Apia fue extendida hasta la ciudad. Intervino en la guerra Social, y fue reconquistada por Quinto Metelo Pío; se convirtió entonces en un municipium, pero en el año 43 a. C. su territorio fue asignado a los veteranos de los triunviros, y se convirtió de nuevo en una colonia. El poeta romano Horacio nació aquí en el año 65 a. C. Siguió siendo un lugar importante durante el Imperio, como una estación de la vía Apia, aunque la descripción que de ella hizo Theodor Mommsen habla de carreteras secundarias a Equus Tuticus y Potentia.
Aún se conservan restos de las antiguas murallas de la ciudad y de un anfiteatro, y se han encontrado una serie de inscripciones. Las catacumbas judías con inscripciones en hebreo, griego y latín muestran la importancia de la población judía aquí en los siglos IV y V.
Tras la caída del Imperio romano, Venosa fue ocupada por diversos pueblos bárbaros. En el año 476 los hérulos de Odoacro invadieron la ciudad mientras que los godos en 493 la transformaron en un centro administrativo, político y económico, aunque rápidamente confirieron este título a Acerenza. Entre 570 y 590 la eligieron los longobardos y en 842 la ciudad fue saqueada por los sarracenos, los cuales a su vez fueron perseguidos por el  Emperador Luis II.
Después llegaron los bizantinos que fueron sustituidos, durante la batalla del río Olivento, por los normandos mercenarios del lombardo Arduino de Melfi en 1041. Durante el dominio normando, Venosa fue asignada a Drogón de Altavilla. En 1133 Venosa fue saqueada e incendiada por Roger II de Sicilia. Con la llegada de los Hohenstaufen, Federico II hizo construir un castillo, erigido en un lugar donde existía una fortificación longobarda del siglo XI, al que señala la función de Tesoro del Reino; allí nació su hijo Manfredo. Posteriormente la ciudad quedó en poder angevino.
La ciudad fue concedida con el tiempo como feudo a los Orsini en 1453. Entre los príncipes de Venosa estuvo el compositor del siglo XVI Carlo Gesualdo, de quien se dice que había asesinado en el castillo a su esposa María de Ávalos, por haberlo traicionado con el duque de Andria, Fabrizio Carafa.
En 1647, Venosa tomó parte de la revuelta de Masaniello, liderada en Basilicata por Matteo Cristiano. En los siglos XVIII y XIX el feudo de Venosa fue confiado a varias familias nobles, como los Ludovisi y los Caracciolo. En 1861, durante la reacción borbónica después de la unificación de Italia, Venosa fue invadida y saqueada por la armada de Carmine Crocco, con el fin de restaurar la autoridad de Francisco II.

## Evolución demográfica
| Gráfica de evolución demográfica de Venosa entre 1861 y 2008 |
|                                                              |
| Fuente ISTAT - elaboración gráfica de Wikipedia              |

## Lugares de interés

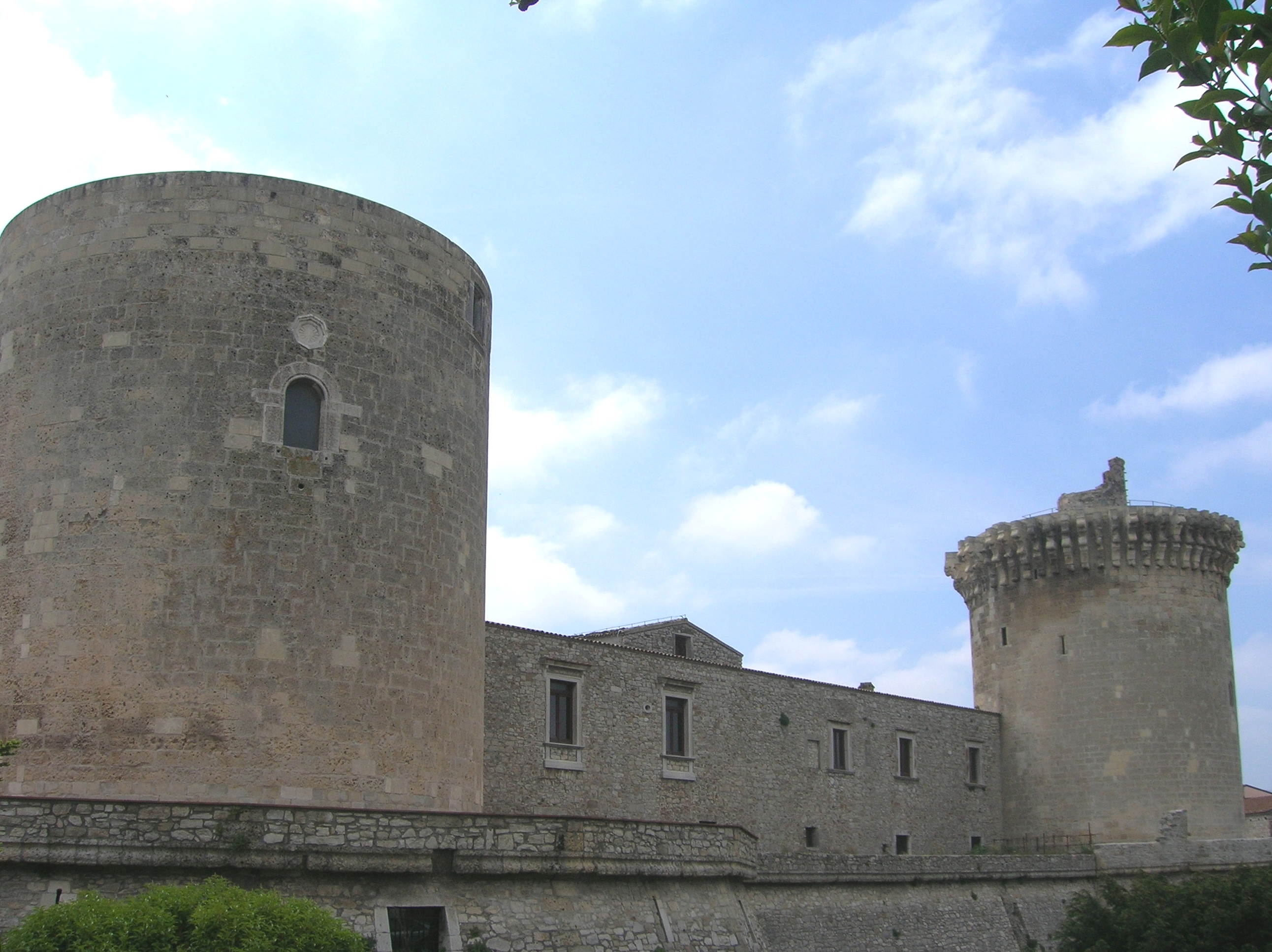
Castillo de Venosa.

- El castillo aragonés (Castello Aragonese), construido en 1470 por Pirro del Balzo Orsini. Tiene planta cuadrada con cuatro torres cilíndricas. El sol resplandeciente, blasón de los Balzo, es visible en las torres occidentales. Fue transformado en residencia por Carlo y Emanuele Gesualdo, quienes añadieron también una logia interna, el ala nor-occidental y bastiones usados como prisiones. Desde 1612 fue la sede de la Accademia dei Rinascenti. Actualmente alberga el Museo Nacional de Venosa, inaugurado en 1991, con hallazgos romanos y de épocas posteriores hasta el siglo IX. La entrada se encuentra precedida por una fuente concedida por el rey Carlos I de Anjou.
- Catedral de San Andrés (Cattedrale di Sant'Andrea), edificada por voluntad de Pirro del Balzo, entre 1470 y 1502, consagrada el 13 de marzo de 1531. En sus paredes se encuentran muchos fragmentos de construcción romana.
- El Parco Archeologico conserva testimonios comprendidos entre el período republicano y la Edad Media. Es posible contemplar el complejo termal.
- El Anfiteatro Romano, construido entre el siglo I y el II, fue privado de muchas obras y adornos, actualmente colocados en otros monumentos de Venosa.

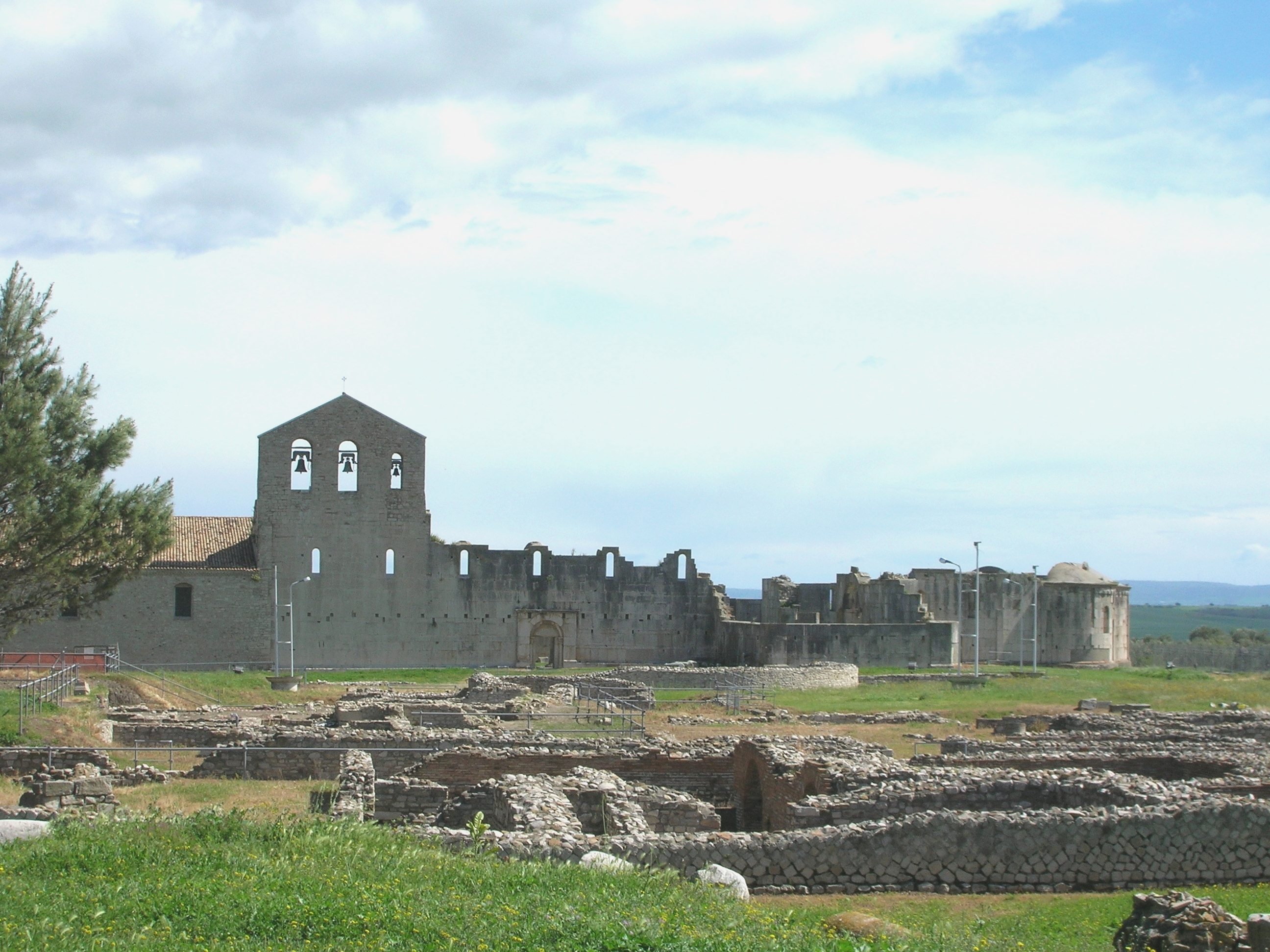
Abadía de la Santísima Trinidad: parque arqueológico y los muros de la Incompiuta

- Abadía de la Santísima Trinidad, con la iglesia abacial consagrada en 1059 por el papa Nicolás II. Pasó a manos de los caballeros de San Juan en tiempos de Bonifacio VIII (1295-1303). En la nave central se encuentra la tumba de Alberada, la primera esposa de Roberto Guiscardo y madre de Bohemundo. Una inscripción sobre la pared conmemora a los grandes hermanos normandos Guillermo Brazo de Hierro, Drogo, Humfrey y Roberto Guiscardo. Los huesos de estos hermanos descansan juntos en un simple sarcófago de piedra frente a la tumba de Alberada. La iglesia contiene también algunos frescos del siglo XIV. Detrás hay una iglesia más grande, que fue empezada para los benedictinos hacia 1150, a partir de diseños de un arquitecto francés, en imitación de la iglesia cluniacense de Paray-le-Monial, pero nunca se fue más allá de empezar la base de la bóveda. El antiguo anfiteatro adyacente proporcionó los materiales para sus muros.
- Iglesia barroca del Purgatorio (o San Filippo Neri)
- Las Catacumbas Judías, complejo arqueológico fechado entre el III y VII siglo d. C., donde se pueden admirar las tumbas y la iconografía judía.
- La zona arqueológica de Notarchirico, en el territorio comunal. Comprende una zona paleolítica de 11 capas de habitación datando desde hace 600.000 a hace 300.000 años. Quedan restos de vida salvaje antigua, incluyendo especies extinguidas de elefantes, bisones y rinocerontes, así como un fragmento de un fémur de Homo erectus.

## Personajes relacionados con Venosa
- Horacio: poeta latino
- Manfredo de Sicilia: emperador
- Carlo Gesualdo: compositor
- Bartolomeo Maranta: botánico
- Luigi Tansillo: poeta
- Giacomo Di Chirico: pintor
- Cinzia Giorgio: escritora